# 11790 Goode
11790 Goode este un asteroid din centura principală de asteroizi.

## Descriere
11790 Goode este un asteroid din centura principală de asteroizi. A fost descoperit pe 1 septembrie 1978 la Observatorul de Astrofizică din Crimeea de Nikolai Cernîh. El prezintă o orbită caracterizată de o semiaxă mare de 2,56 ua, o excentricitate de 0,26 și o înclinație de 4,2° în raport cu ecliptica.